# 789 Lena
789 Lena este un asteroid din centura principală, descoperit pe 24 iunie 1914, de Grigori Neuimin.